# Резолюция Совета Безопасности ООН 18
Резолюция Совета Безопасности ООН 18 — резолюция, принятая 13 февраля 1947 года, которая создала комиссию в ответ на резолюцию Генеральной Ассамблеи ООН 41, согласно которой регулирование и снижение вооружений и вооруженных сил в мире является важной мерой для укрепления международного мира.
Резолюция была принята 10 голосами. СССР воздержался

## См.также
Резолюции Совета Безопасности ООН 1—100 (1946 — 1953)